# Route départementale 912 (Savoie)
Pour les articles homonymes, voir Route départementale 912.
La route départementale 912 ou D912 est une route de France située en Savoie.
Elle relie la commune de Saint-Pierre-d'Entremont en Savoie à celle de Chambéry. Elle passe par Entremont-le-Vieux et le col du Granier.

## Historique
À la suite de la réforme de 1972, La route nationale 512 a été déclassée en RD 912 sur cette section.

## Sports
Le Tour de France est passé par la D912 le 13 juillet 2012.